# Copa del Rey de balonmano 2000
La Copa del Rey de balonmano 2000 fue la edición XXV del campeonato estatal de la Copa del Rey y se celebró en Zaragoza entre el 6 y el 9 de abril del 2000.
Los equipo clasificados fueron: BM Ciudad Real, BM Valladolid, Portland San Antonio, BM Valencia, BM Gáldar, CB Cantabria, Ademar León y el FC Barcelona.
El ganador de esta edición fue el FC Barcelona, imponiéndose al BM Valladolid.

## Desarrollo
|  | Cuartos de final     | Cuartos de final |               |             | Semifinales | Semifinales |  |               | Final      | Final      |  |
|  | 6 de abril           | 6 de abril       |               |             | 8 de abril  | 8 de abril  |  |               | 9 de abril | 9 de abril |  |
|  |                      |                  |               |             |             |             |  |               |            |            |  |
|  |                      |                  |               |             |             |             |  |               |            |            |  |
|  | CB Cantabria         | 22               |               |             |             |             |  |               |            |            |  |
|  | CB Cantabria         | 22               |               |             |             |             |  |               |            |            |  |
|  | BM Gáldar            | 27               |               |             |             |             |  |               |            |            |  |
|  | BM Gáldar            | 27               |               | BM Gáldar   | 26          |             |  |               |            |            |  |
|  |                      |                  |               | BM Gáldar   | 26          |             |  |               |            |            |  |
|  |                      |                  | BM Valladolid | 26          |             |             |  |               |            |            |  |
|  | Portland San Antonio | 26               | BM Valladolid | 26          |             |             |  |               |            |            |  |
|  | Portland San Antonio | 26               |               |             |             |             |  |               |            |            |  |
|  | BM Valladolid        | 27               |               |             |             |             |  |               |            |            |  |
|  | BM Valladolid        | 27               |               |             |             |             |  | BM Valladolid | 28         |            |  |
|  |                      |                  |               |             |             |             |  | BM Valladolid | 28         |            |  |
|  |                      |                  | FC Barcelona  | 34          |             |             |  |               |            |            |  |
|  | Ademar León          | 34               | FC Barcelona  | 34          |             |             |  |               |            |            |  |
|  | Ademar León          | 34               |               |             |             |             |  |               |            |            |  |
|  | BM Valencia          | 24               |               |             |             |             |  |               |            |            |  |
|  | BM Valencia          | 24               |               | Ademar León | 21          |             |  |               |            |            |  |
|  |                      |                  |               | Ademar León | 21          |             |  |               |            |            |  |
|  |                      |                  | FC Barcelona  | 23          |             |             |  |               |            |            |  |
|  | FC Barcelona         | 31               | FC Barcelona  | 23          |             |             |  |               |            |            |  |
|  | FC Barcelona         | 31               |               |             |             |             |  |               |            |            |  |
|  | BM Ciudad Real       | 27               |               |             |             |             |  |               |            |            |  |
|  | BM Ciudad Real       | 27               |               |             |             |             |  |               |            |            |  |
|  |                      |                  |               |             |             |             |  |               |            |            |  |

| Cataluña                           |
| Campeón F.C. Barcelona 13.º título |